# Isotopes du manganèse
Les manganèse (Mn, numéro atomique 25) possèdent 26 isotopes. Leur nombre de masse varie entre 44 et 69. Un seul de ces isotopes, 55Mn, est stable et représente la totalité du manganèse naturel, faisant du manganèse un élément monoisotopique et également un élément mononucléidique. Sa masse atomique standard est donc la masse isotopique de 55Mn, 54,938 045(5) u. 
Sur les 25 radioisotopes caractérisés, les plus stables sont 53Mn avec une demi-vie de 3,7 millions d'années, 54Mn avec une demi-vie de 312,3 jours, et 52Mn avec une demi-vie de 5,591 jours. Tous les autres isotopes ont des demi-vies de moins de 3 heures, et la plupart d'entre eux inférieure à 1 minute, le moins stable connu étant 44Mn avec une demi-vie de 105 nanosecondes. 
Parmi eux, sept connaissent un état métastable : 46mMn, 50mMn, 52mMn, 58mMn, 60mMn, 62mMn, 64mMn.
Les deux isotopes les plus légers se désintègrent par émission de proton, les isotopes de nombre de masse entre 46 et 52 principalement par émission de positron (β+), et 53Mn et 54Mn principalement par capture électronique, tous en isotopes du chrome. Les radioisotopes les plus lourds se désintègrent eux principalement par désintégration β− en isotopes du fer.
Le manganèse fait partie du groupe du fer, des éléments dont on pense qu'ils ont été synthétisés dans des étoiles géantes peu avant leur explosion en supernova. On trouve en général les isotopes du manganèse combinés avec ceux du chrome, et ils sont ainsi utilisés en géologie isotopique et en datation radiométrique. La mesure des ratios Mn/Cr permet de confirmer les mesures des taux d'aluminium 26 (26Al) et de palladium 107 (107Pd) utilisées dans l'étude de l'histoire du système solaire primitif.

## Isotopes notables

### Manganèse 53
Le manganèse 53 (53Mn) est l'isotope du manganèse dont le noyau est constitué de 25 protons et de 28 neutrons. C'est un radioisotope qui se désintègre en 53Cr avec une demi-vie de 3,7 millions d'années. Du fait de cette demi-vie relativement courte, le manganèse 53 présent lors de la formation du système solaire a entièrement disparu, mais sa présence initiale est attestée par de petits excès de 53Cr dans certains minéraux de certaines météorites : le manganèse 53 fait partie des radioactivités éteintes. On peut cependant détecter des traces de 53Mn encore aujourd'hui, du fait de sa production (en faible quantité) par réaction des rayons cosmiques avec le fer des roches.

### Manganèse 54
Le manganèse 54 (54Mn, 25 protons et 29 neutrons) est un radioisotope de période 312,13 j. C'est aussi un nucléide radiogénique, produit par le rayonnement cosmique (essentiellement les protons et les particules α), notamment à la surface des météorites pendant leur trajet jusqu'à la Terre.

## Table des isotopes
| Symbole de l’isotope | Z (p)                | N (n)                | Masse isotopique (u) | Demi-vie     | Mode(s) de désintégration, | Isotope(s)-fils | Spin nucléaire |
| Symbole de l’isotope | Énergie d'excitation | Énergie d'excitation | Énergie d'excitation | Demi-vie     | Mode(s) de désintégration, | Isotope(s)-fils | Spin nucléaire |
| -------------------- | -------------------- | -------------------- | -------------------- | ------------ | -------------------------- | --------------- | -------------- |
| 44Mn                 | 25                   | 19                   | 44,00687(54)#        | <105 ns      | p                          | 43Cr            | (2-)#          |
| 45Mn                 | 25                   | 20                   | 44,99451(32)#        | inconnue     | p                          | 44Cr            | (7/2-)#        |
| 46Mn                 | 25                   | 21                   | 45,98672(12)#        | 37(3) ms     | β+ (78 %)                  | 46Cr            | (4+)           |
| 46Mn                 | 25                   | 21                   | 45,98672(12)#        | 37(3) ms     | β+, p (22 %)               | 45V             | (4+)           |
| 46Mn                 | 25                   | 21                   | 45,98672(12)#        | 37(3) ms     | β+, α (<1 %)               | 42Ti            | (4+)           |
| 46Mn                 | 25                   | 21                   | 45,98672(12)#        | 37(3) ms     | β+, 2p (<1 %)              | 44Ti            | (4+)           |
| 46mMn                | 150(100)# keV        | 150(100)# keV        | 150(100)# keV        | 1# ms        | β+                         | 46Cr            | 1-#            |
| 47Mn                 | 25                   | 22                   | 46,97610(17)#        | 100(50) ms   | β+ (96,6 %)                | 47Cr            | 5/2-#          |
| 47Mn                 | 25                   | 22                   | 46,97610(17)#        | 100(50) ms   | β+, p (3,4 %)              | 46V             | 5/2-#          |
| 48Mn                 | 25                   | 23                   | 47,96852(12)         | 158,1(22) ms | β+ (99,71 %)               | 48Cr            | 4+             |
| 48Mn                 | 25                   | 23                   | 47,96852(12)         | 158,1(22) ms | β+, p (0,027 %)            | 47V             | 4+             |
| 48Mn                 | 25                   | 23                   | 47,96852(12)         | 158,1(22) ms | β+, α (6×10−4 %)           | 44Ti            | 4+             |
| 49Mn                 | 25                   | 24                   | 48,959618(26)        | 382(7) ms    | β+                         | 49Cr            | 5/2-           |
| 50Mn                 | 25                   | 25                   | 49,9542382(11)       | 283,29(8) ms | β+                         | 50Cr            | 0+             |
| 50mMn                | 229(7) keV           | 229(7) keV           | 229(7) keV           | 1,75(3) min  | β+                         | 50Cr            | 5+             |
| 51Mn                 | 25                   | 26                   | 50,9482108(11)       | 46,2(1) min  | β+                         | 51Cr            | 5/2-           |
| 52Mn                 | 25                   | 27                   | 51,9455655(21)       | 5,591(3) j   | β+                         | 52Cr            | 6+             |
| 52mMn                | 377,749(5) keV       | 377,749(5) keV       | 377,749(5) keV       | 21,1(2) min  | β+ (98,25 %)               | 52Cr            | 2+             |
| 52mMn                | 377,749(5) keV       | 377,749(5) keV       | 377,749(5) keV       | 21,1(2) min  | TI (1,75 %)                | 52Mn            | 2+             |
| 53Mn                 | 25                   | 28                   | 52,9412901(9)        | 3,7(4)×106 a | CE                         | 53Cr            | 7/2-           |
| 54Mn                 | 25                   | 29                   | 53,9403589(14)       | 312,03(3) j  | CE 99,99 %                 | 54Cr            | 3+             |
| 54Mn                 | 25                   | 29                   | 53,9403589(14)       | 312,03(3) j  | β− (2,9×10−4 %)            | 54Fe            | 3+             |
| 54Mn                 | 25                   | 29                   | 53,9403589(14)       | 312,03(3) j  | β+ (5,76×10−7 %)           | 54Cr            | 3+             |
| 55Mn                 | 25                   | 30                   | 54,9380451(7)        | Stable       | Stable                     | Stable          | 5/2-           |
| 56Mn                 | 25                   | 31                   | 55,9389049(7)        | 2,5789(1) h  | β−                         | 56Fe            | 3+             |
| 57Mn                 | 25                   | 32                   | 56,9382854(20)       | 85,4(18) s   | β−                         | 57Fe            | 5/2-           |
| 58Mn                 | 25                   | 33                   | 57,93998(3)          | 3,0(1) s     | β−                         | 58Fe            | 1+             |
| 58mMn                | 71,78(5) keV         | 71,78(5) keV         | 71,78(5) keV         | 65,2(5) s    | β− (>99,9 %)               | 58Fe            | (4)+           |
| 58mMn                | 71,78(5) keV         | 71,78(5) keV         | 71,78(5) keV         | 65,2(5) s    | TI (<0,1 %)                | 58Mn            | (4)+           |
| 59Mn                 | 25                   | 34                   | 58,94044(3)          | 4,59(5) s    | β−                         | 59Fe            | (5/2)-         |
| 60Mn                 | 25                   | 35                   | 59,94291(9)          | 51(6) s      | β−                         | 60Fe            | 0+             |
| 60mMn                | 271,90(10) keV       | 271,90(10) keV       | 271,90(10) keV       | 1,77(2) s    | β− (88,5 %)                | 60Fe            | 3+             |
| 60mMn                | 271,90(10) keV       | 271,90(10) keV       | 271,90(10) keV       | 1,77(2) s    | TI (11,5 %)                | 60Mn            | 3+             |
| 61Mn                 | 25                   | 36                   | 60,94465(24)         | 0,67(4) s    | β−                         | 61Fe            | (5/2)-         |
| 62Mn                 | 25                   | 37                   | 61,94843(24)         | 671(5) ms    | β− (>99,9 %)               | 62Fe            | (3+)           |
| 62Mn                 | 25                   | 37                   | 61,94843(24)         | 671(5) ms    | β−, n (<0,1 %)             | 61Fe            | (3+)           |
| 62mMn                | 0(150)# keV          | 0(150)# keV          | 0(150)# keV          | 92(13) ms    |                            |                 | (1+)           |
| 63Mn                 | 25                   | 38                   | 62,95024(28)         | 275(4) ms    | β−                         | 63Fe            | 5/2-#          |
| 64Mn                 | 25                   | 39                   | 63,95425(29)         | 88,8(25) ms  | β− (>99,9 %)               | 64Fe            | (1+)           |
| 64Mn                 | 25                   | 39                   | 63,95425(29)         | 88,8(25) ms  | β−, n (<0,1 %)             | 63Fe            | (1+)           |
| 64mMn                | 135(3) keV           | 135(3) keV           | 135(3) keV           | >100 µs      |                            |                 |                |
| 65Mn                 | 25                   | 40                   | 64,95634(58)         | 92(1) ms     | β− (>99,9 %)               | 65Fe            | 5/2-#          |
| 65Mn                 | 25                   | 40                   | 64,95634(58)         | 92(1) ms     | β−, n (<0,1 %)             | 64Fe            | 5/2-#          |
| 66Mn                 | 25                   | 41                   | 65,96108(43)#        | 64,4(18) ms  | β− (>99,9 %)               | 66Fe            |                |
| 66Mn                 | 25                   | 41                   | 65,96108(43)#        | 64,4(18) ms  | β−, n (<0,1 %)             | 65Fe            |                |
| 67Mn                 | 25                   | 42                   | 66,96414(54)#        | 45(3) ms     | β−                         | 67Fe            | 5/2-#          |
| 68Mn                 | 25                   | 43                   | 67,96930(64)#        | 28(4) ms     |                            |                 |                |
| 69Mn                 | 25                   | 44                   | 68,97284(86)#        | 14(4) ms     |                            |                 | 5/2-#          |

1. ↑  Abréviations :
CE : capture électronique ;
TI : transition isomérique.
2. ↑  Isotopes stables en gras.

### Remarques
- Les valeurs marquées # ne sont pas purement dérivées des données expérimentales, mais aussi au moins en partie à partir des tendances systématiques. Les spins avec des arguments d'affectation faibles sont entre parenthèses.
- Les incertitudes sont données de façon concise entre parenthèses après la décimale correspondante. Les valeurs d'incertitude dénotent un écart-type, à l'exception de la composition isotopique et de la masse atomique standard de l'IUPAC qui utilisent des incertitudes élargies[3].
- Masses des isotopes données par la Commission sur les Symboles, les Unités, la Nomenclature, les Masses atomiques et les Constantes fondamentales (SUNAMCO) de l'IUPAP.
- Abondances isotopiques données par la Commission des abondances isotopiques et des poids atomiques de l'IUPAC.